# 李濂
李濂（1489年—1566年），字川甫，号嵩渚。河南祥符縣（今屬开封市）人，明朝官員、文学家。

## 生平
李濂生于弘治元年十二月二十八日（1489年2月），年少即身負俊才，時常跟從豪俠少年奔騎出城，搏獸射雉，酒酣悲歌，仰慕信陵君、侯生之為人。與李夢陽內弟左國璣並稱田、左。曾作《理情賦》，李夢陽大加赞賞，并在吹台拜訪李濂。李濂自此知名于河、雒間。正德八年（1513年），李濂高中河南鄉試第一名，正德九年（1514年），联捷甲戌科二甲進士，次年授官沔陽知州，十六年遷寧波府同知，嘉靖二年（1523年）擢升山西屯田僉事，後摄學政。嘉靖五年（1526年）免歸。居乡四十餘年，

## 著作
李濂著述甚丰。以古文闻名一時。代表性著作有《汴京遺蹟志》二十有四卷。另著有《医史》十卷、輯有《國朝河南進士名錄》和《國朝河南舉人名錄》。

## 家族
其先为大梁人，世代小兒科醫生。宋代時因医术高明被賜金鍾，因稱为“金鍾李氏”。曾祖李得祥，祖父李信，皆世传医师。父李敬，少时习儒，長精于医，生三子，李濂为季子。
李濂娶孫氏，继娶岳氏，生三子：长子李莘叟、次子李岩叟（早卒）、李磻叟。

## 延伸阅读
[在维基数据编辑]
 《明史卷二百八十六》，出自《明史》